# Handboeien

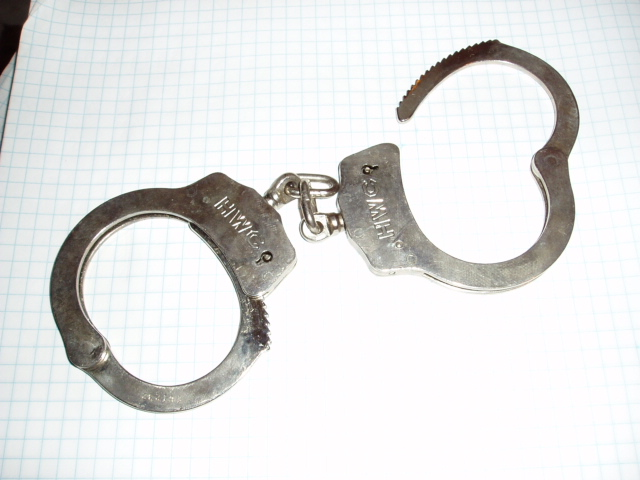
Politiehandboeien

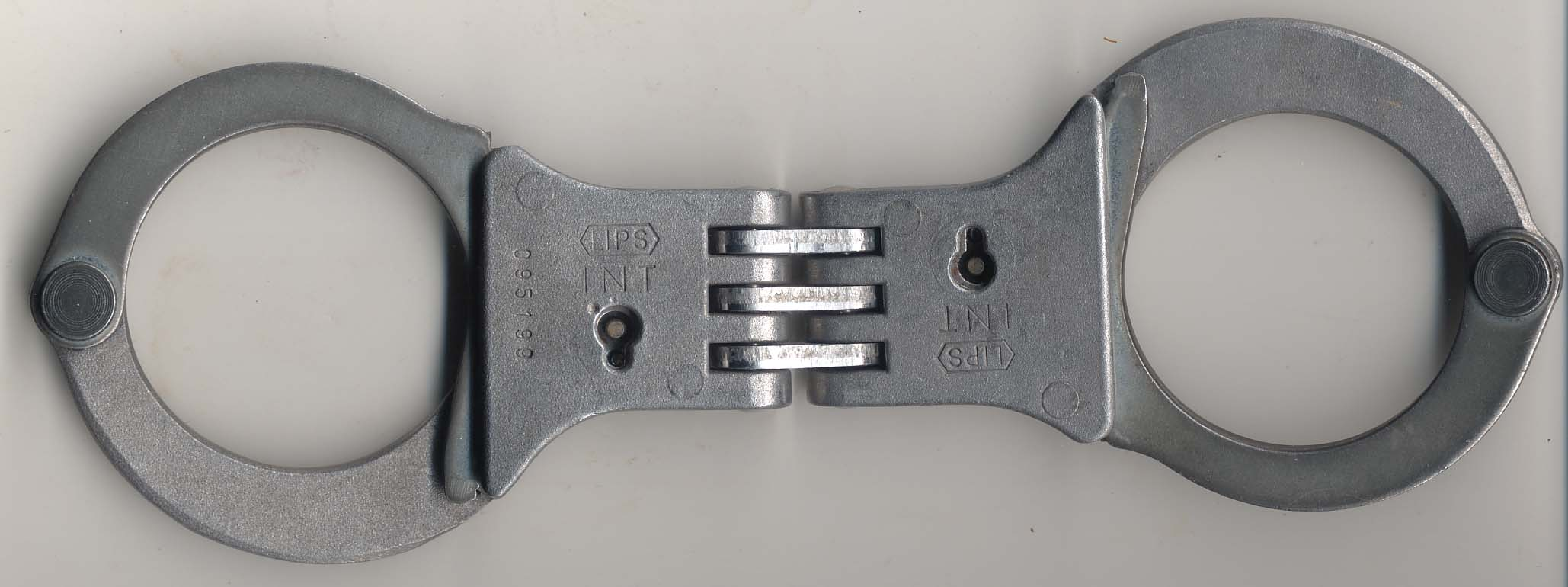
Handboeien van de Nederlandse politie (INT)

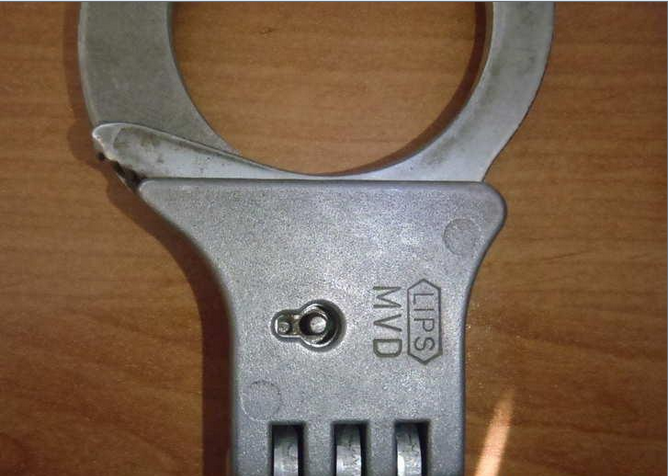
Handboeien van de Nederlandse marechaussee (MVD)

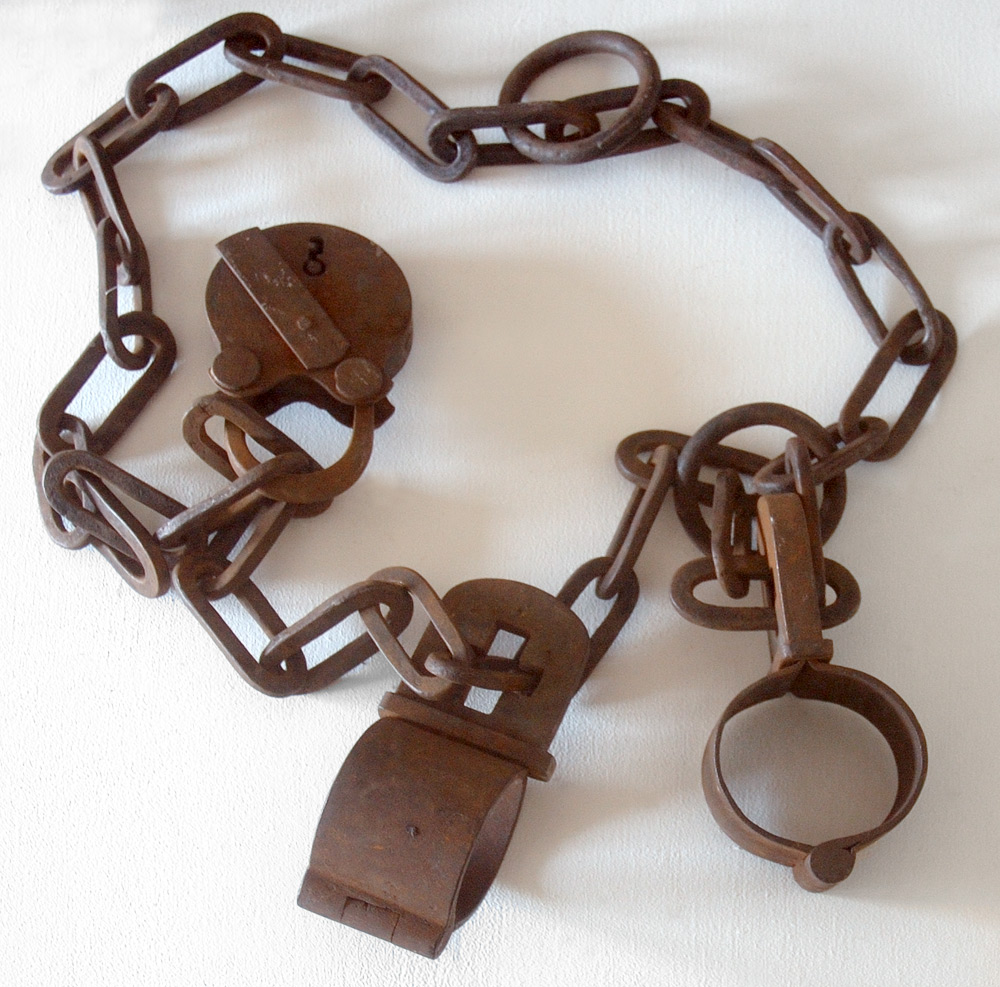
Oude handboeien

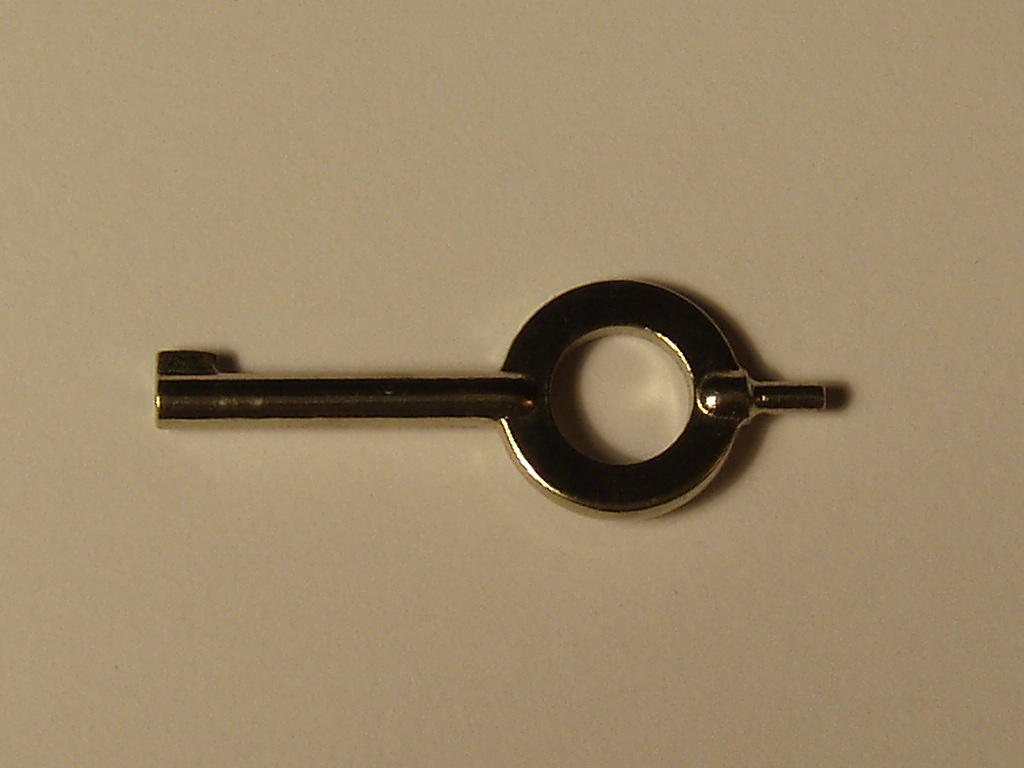
Standaardhandboeiensleutel

Handboeien zijn voorwerpen die worden gebruikt voor het samenbinden (boeien) van twee handen. Daardoor wordt het de persoon zeer moeilijk gemaakt om de handen nog te gebruiken. Meestal zijn ze van metaal en bestaan ze uit sluitbare beugels, die met elkaar verbonden zijn en alleen door derden geopend kunnen worden, gewoonlijk met een sleutel. 

## Gebruik

### Ordehandhaving
Politie, krijgsmacht en diensten voor beveiliging en bewaking gebruiken handboeien om personen in bedwang te houden.

### Amusement
Goochelaars en boeienkoningen gebruiken handboeien als attribuut. De beroemde Harry Houdini deed dit veelvuldig. Politie en slotenfabrikanten werden door hem uitgedaagd. Alle boeien wist hij af te krijgen, op één paar na. De sloten hiervan waren vooraf moedwillig onklaar gemaakt, zodanig dat ze ook met de originele sleutels niet meer open konden. Na die ervaring ging Houdini de uitdaging alleen nog aan als hij de kans had gekregen om de sloten vooraf te inspecteren. Goochelaars gebruiken vrijwel zonder uitzondering alleen hun eigen, getrukeerde, handboeien.

### Bdsm
Bij de seksuele praktijk sm, ook wel bdsm, worden handboeien gebruikt voor de opwinding van het onderdanige aspect. Pijn of ongenoegen hoeven daar geen deel van uit te maken.

## Nederlandse politie en boa's
Sinds 1973 maakte de Nederlandse politie gebruik van de handboeien van Lips. Tussen 1973 en 2006 stond er INT, wat staat voor "intendance", op de boeien. Vanaf 2006 zijn er twee nieuwe stempels op te vinden, namelijk MVD (Ministerie van Defensie) en DL (Dienst Logistiek).
In 2017 is de politie overgestapt op een nieuw merk en type transportboeien. Elke nieuwe politieaspirant wordt nu uitgerust met boeien van het merk SHN (Security Handcuffs Netherlands) type "2010 G2 Standard". Deze boeien zijn in Duitsland ontwikkeld door MK Technology, maar worden in Nederland gefabriceerd. Ze werken hetzelfde als de boeien van Lips, maar zijn door de smallere beugels geschikter voor smalle polsen. Naast de SHN-boeien blijven de Lipsboeien in gebruik totdat deze, bijvoorbeeld wegens een defect, omgewisseld moeten worden. De levensduur van een set Lipsboeien is circa twintig jaar.
Buitengewoon opsporingsambtenaren (boa's) zijn na behalen van de (praktijk)toets aanhouding- en zelfverdedigingsvaardigheden en de (theorie)toets geweldbeheersing op grond van de Regeling Toetsing Geweldbeheersing Buitengewoon Opsporingsambtenaar bevoegd om handboeien te dragen en gebruiken, mits dit op de akte van beëdiging staat vermeld. Algemeen opsporingsambtenaren (politie en militairen van de Koninklijke Marechaussee zijn na behalen van de (praktijk)toets aanhouding- en zelfverdedigingsvaardigheden en de (theorie)toets geweldbeheersing op grond van de Regeling Toetsing Geweldbeheersing Politie bevoegd om handboeien te dragen en gebruiken.
De term Integrale Beroepsvaardigheden Training is een verzamelnaam voor het schietvaardigheid- , aanhouding- zelfverdediging (gebruik geweld, wapenstok en handboeien) en stroomstootwapen onderwijs. De trainers die dit onderwijzen worden dan ook binnen de politie- Kmar & Boa organisaties IBT- docent of instructeur genoemd.

## Belgische politie en veiligheidsdiensten
De boeien van de Belgische lokale politie en federale politie zijn functioneel identiek aan die van de Nederlandse collega's. Per politiezone kan wel het merk of de kleur verschillen. De meest gebruikte merken in België zijn Raptor, SPE en Lips in de kleuren zilver of zwart. In tegenstelling tot Duitse fabricage van Lips worden de boeien van SPE en Raptor in Pakistan vervaardigd.
De wet tot regeling van de private en bijzondere veiligheid van 2 oktober 2017 staat het veiligheidsagenten van het openbaar vervoer toe handboeien te hanteren. De veiligheidsagenten van de NMBS (Securail) en MIVB maken van deze bevoegdheid gebruik. De veiligheidsdienst van De Lijn daarentegen kiest er expliciet voor de controleurs niet uit te rusten met handboeien.

## Alternatieve manieren van boeien
In het leger wordt gebruikgemaakt van een simpeler methode om krijgsgevangenen te boeien, waarbij de twee duimen worden geboeid, bijvoorbeeld met draad, touw of ijzerdraad. Dit maakt het gebruik van de handen net zo moeilijk als bij metalen handboeien.
De Mobiele Eenheid gebruikt soms in plaats van handboeien ook wel tiewraps of daarop gebaseerde PlastiCuffs. De gewone tiewrap of kabelbinder is echter gevaarlijk, omdat door deze slechts een klein beetje te strak aan te trekken, de bloedsomloop kan worden afgeknepen.

## Bediening
Het omdoen van handboeien bestaat uit vijf handelingen:
1. Men zet het beweegbare deel van de handboei tegen de pols.
2. In een vloeiende beweging drukt men dat deel door het vaste deel heen. Als het goed gedaan wordt, beschrijft de boei een hele cirkel, waarbij hij gelijk dichtslaat. Dit mag niet te hard gedaan worden, want anders bestaat de kans dat het vaste deel tegen de pols van de arrestant komt. Dat is gevoelig en kan tot stremming van de bloedsomloop leiden.
3. Indien nodig drukt men de boei wat verder dicht.
4. Vervolgens wordt hetzelfde gedaan met de andere hand.
5. Tot slot vergrendelt men de boeien door middel van de dubbellock, waardoor ze niet strakker kunnen gaan zitten.

Om de boeien niet te strak te laten zitten, houdt men meestal een vingerdikte ruimte tussen de gesloten boeien en de polsen. Er zijn twee houdingen waarin iemand geboeid kan worden. Bij de eerste houdt men de armen gestrekt, bij de andere, die alleen nut heeft als er vaste of scharnierhandboeien gebruikt worden, houdt men de armen gebogen, met aan iedere kant van de handboei een hand.

## Symboliek
In de christelijke iconografie zijn boeien het attribuut van Sint-Leonardus.

## Diversen
- Het Aanhoudings- en Ondersteuningsteam van de Nederlandse politie gebruikt een matzwarte versie van de Lipshandboeien.
- De Lipshandboeien werden tot 2002 in Dordrecht gemaakt. Tegenwoordig wordt de fabricage van deze handboeien uitbesteed aan de Duitse firma Hagge in Bad Segeberg.
- De sleutel van de Nederlandse politiehandboeien past ook op de sloten van de Belgische, Duitse en Luxemburgse collega's.[bron?]

## Galerij

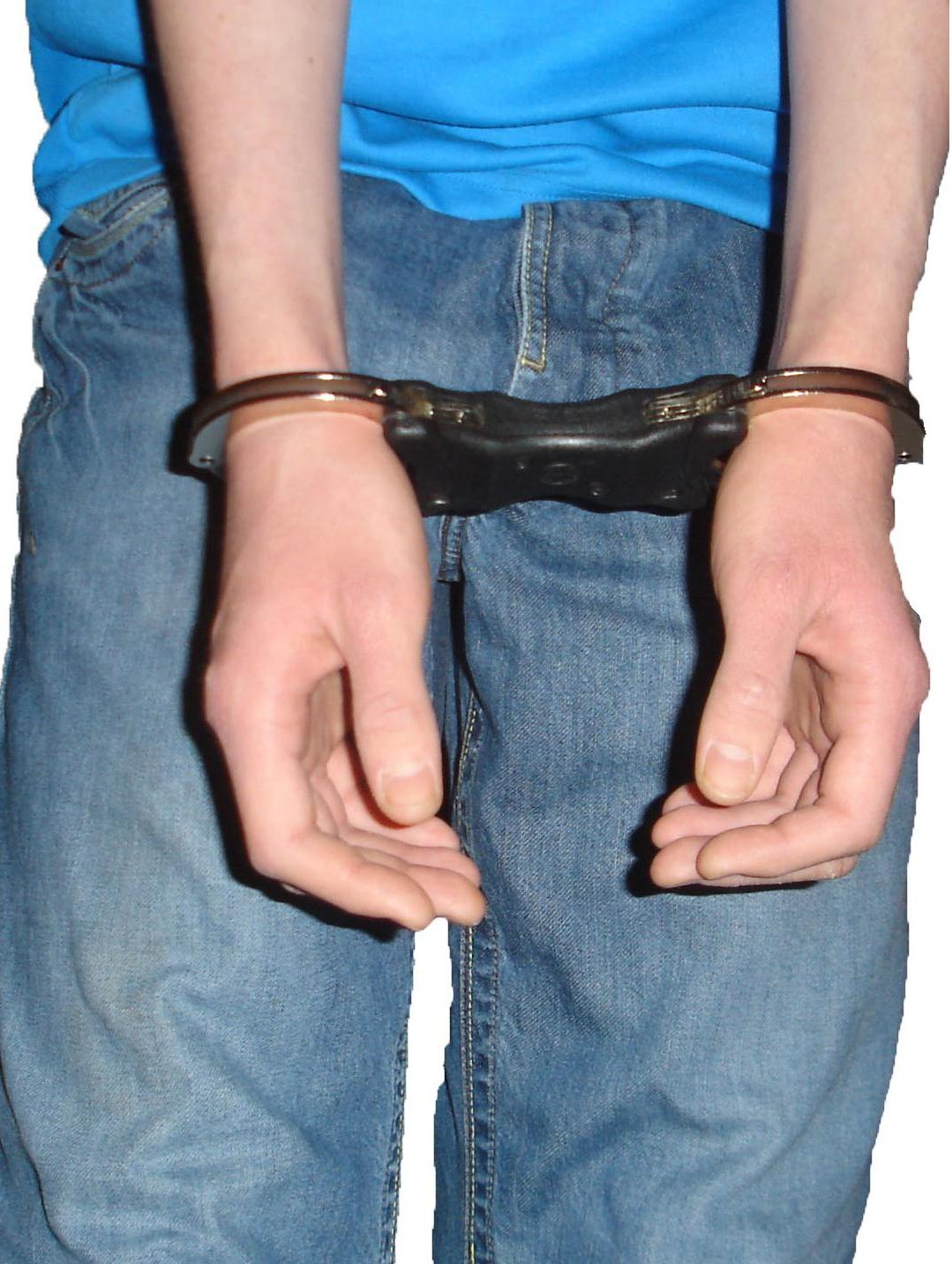
Geboeide man
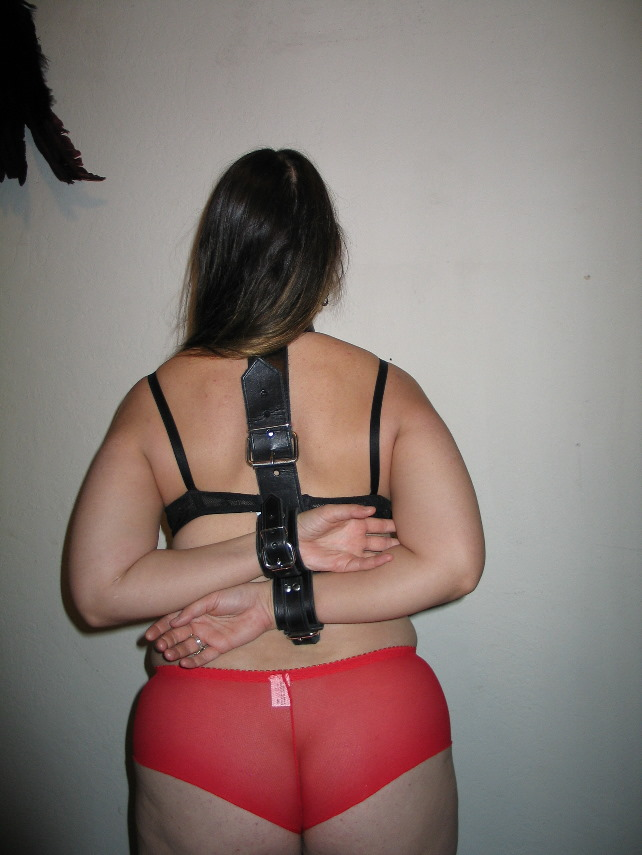
Bdsm-armbinder
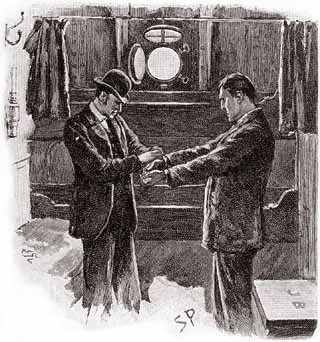
Inspecteur Lestrade arresteert een verdachte